# 라디보예 마니치
라디보예 마니치(세르비아어: Radivoje Manić, 1972년 1월 16일 ~ )은 유고슬라비아와 세르비아, 대한민국의 축구 선수였다. 포지션은 공격수였다.
1996년 부산 대우 로얄즈에 입단했고, 빠른 발 덕분에 '바람의 아들'이란 별명이 붙었다. 1998년 세레소 오사카로 팀을 옮기며 한국을 떠났었다가 2004년 인천 유나이티드에 입단하였다. 2005년 4월 29일에는 대한민국으로 귀화하였으며, 이때 법적 이름을 강화도에 있는 마니산을 본딴 '마니산'(摩尼山)으로 바꾸기도 했다.
그러나 그 해 9월 가정문제와 자녀 양육 문제로 인해 한국 국적을 포기하고 팀을 떠나 고국으로 돌아갔다.